# أحمد إسماعيل الخطيب
أحمد إسماعيل الخطيب، (؟ - 3 نوفمبر 2005) طفل فلسطيني، من جنين، عمرة 11 عام قتل برصاصتين أطلقها عليه الجيش الإسرائيلي بحجة أنه كان يحمل بيده مسدس بلاستك في اليوم الأول لعيد الفطر.
تبرع والده إسماعيل الخطيب بأعضاء أبنه الشهيد لأنقاذ ستة أطفال أسرائيلين في مستشفى رمبام بحيفا هم بأشد الحاجة لاعضاء الطفل الشهيد بهدف اشاعة السلام. كانت هذه الأعضاء من نصيب طفلين عربيين من عرب أسرائيل وأربعة أطفال من اليهود أسرائيل.
قال والد الطفل في رسالة وجهها أعضاء الكنيست:
«أن قرار عائلته التبرع بأعضاء الشهيد الطفل أحمد لإحياء أطفال آخرين، بصرف النظر عن انتماءاتهم الدينية والعرقية جاء للتأكيد على أننا شعب رغم القهر والتشرد والظلم مازلنا نحمل في صدورنا قلوباً يملؤها الحب والوعي الإنساني العالي».

توطدت علاقة الأب بتلك العوائل التي تبرع لها بأعضاء أبنه, عدا عائلة يهودية واحدة كانت تتمنى لو لم يكن المتبرع هو مسلم فلسطيني [بحاجة لمصدر]. قلب الطفل المتبرع كان من نصيب طفلة عربية من عرب أسرائيل طودت علاقة عائلتها بالعائلة المتبرعة بشكل كبير فهم على أتصال يكاد ان يكون يومي.
تنوعت ردود فعل الشارع الفلسطيني على ماحدث من تبرع ما بين مؤيد وبين معارض 
أطلق اسم أحمد إسماعيل الخطيب على مدرسة وحديقة عامة في مدينة لاسبيزا الإيطالية، تخليدا لذكراه.